# Campo de Almas
Campo de Almas es una banda de rock alternativo peruano formada en 1994 en Trujillo, cuenta con una larga trayectoria en el Perú, teniendo bastante difusión a nivel local en programas radiales e internacional como la MTV.

## Historia
La banda se formó en Trujillo (Perú) en julio de 1994; en esa época en Trujillo eran muy pocos los grupos de rock que tocaban música propia, es decir, canciones escritas por sus propios integrantes. De allí surgió el nombre de “Campo de Almas”. Grabaron sus 2 primeros temas: «Solo» y «Paseo maldito», una radio local en Trujillo empezó a programar las canciones.
Casi al final del verano de 1995 ganaron un concurso organizado por un canal del norte. El premio consistía en grabar un tema en el estudio de Miki González y un videoclip. Entonces viajaron a Lima y conocieron a Wicho García (Mar de Copas) y grabaron profesionalmente por primera vez.
En 2000 la banda lanzó su primera producción, Campo de Almas, disco que fue grabado en el estudio Villa Rubí, producido por Luis “Wicho” García.
En el 2001, Campo de Almas logra colocar tres vídeos de una misma producción en la cadena MTV de Hispanoamérica. “Tus alas caerán”, “Miedo a volar” y “Cuando pienso y estoy solo” (tema que ocupó el puesto 20 en el ranking Los 100 + pedidos del 2002); todos dirigidos por Ricardo de Montreuil (director de la película La mujer de mi hermano). El tema “Tus alas caerán”, alcanzó una nominación en el festival norteamericano South by South West de Austin, Texas.
En el 2002 CDA edita su segundo álbum, Tardes frías de verano, bajo su propio sello discográfico, el cual recibe muy buenas críticas por parte de la prensa peruana. La banda realiza los videoclips de los temas “Gris” y “El Silencio”, ambos temas presentes en el ranking anual Los 100 + pedidos del 2003 realizado por la cadena MTV.
A fines de 2003 la banda se enrumbó en la gira Rockpa Purinam junto a la banda ZEN en la que recorrieron 11 ciudades de la costa del Perú, la cual culminó en enero de 2004.
A finales del 2004 la banda presentó su tercer álbum, De ángeles y demás demonios. El disco fue grabado en Argentina, en el estudio Circo Beat, propiedad del músico Fito Páez.
El 2007 Campo de Almas edita Antología (1994 – 2007, CD y DVD), trabajo que recopila toda la videografía compuesta de 12 videoclips y un disco acústico compuesto por temas de sus tres producciones anteriores.
En 2009 la banda publicó su disco El Olvido.
En marzo de 2010 la banda anunció que iban a entrar en un descanso debido a que su vocalista viajó por motivos de estudio a Europa y en diciembre con su vocalista de vuelta, realizaron un concierto celebrando los 10 años del lanzamiento de su primer disco.
Para inicios del 2011 la banda realiza presentaciones en locales de la capital. En noviembre de 2011, la banda anuncia su separación y realiza conciertos de despedida.
En junio de 2012 deciden reunirse para un concierto homenaje en Trujillo. Ante la ausencia de Álvaro Fernández, que radicaba en Estados Unidos, la banda cuenta con los servicios de 2 músicos invitados, Alonso Solano en la batería y Frank Edgar en los teclados. Los ensayos para dicho concierto resultan tan buenos que Esteban, Benjamín y Gabo deciden seguir adelante con la banda, realizando conciertos en Trujillo y en Lima.
En junio de 2013 para una presentación en el Yield bar, se anunció el regreso de Álvaro Fernández, volviendo así la banda a la formación original.
En septiembre se lanzó el disco recopilatorio Adicción, que incluye el nuevo sencillo "Otra tarde», cover de la banda los secretos de España.
Para comienzos del siguiente año, el grupo empieza a trabajar en lo que será el siguiente álbum. Se preparan más de 16 temas y se decide contar con los servicios de Jeffry Fischman, exbaterista de Libido, como productor de este nuevo proyecto. En julio de 2014 Álvaro Fernández, decide dar un paso al costado, por razones personales, decidiendo así, no grabar el nuevo álbum. Entonces, la banda recurre a Christopher Farfán como baterista de sesión. Las grabaciones del nuevo material empiezan en agosto de ese mismo año en Miami, Estados Unidos. Como ingeniero de sonido y mezcla se contrata a Duane Baron, técnico de gran trayectoria y reconocimiento en la industria musical, por haber trabajado con bandas como Social Distortion, Ozzy Osbourne, Dream Theater en otros. Después de un mes de intensas sesiones de grabación, la banda retorna a Lima para continuar con las grabaciones de voz y coros, teclados y otros arreglos.
En abril de 2015 empiezan las mezclas en Los Ángeles, Estados Unidos a cargo de Duane Baron. Un tema del álbum, Boulevard, es mezclado por otro reconocido ingeniero, Joey Blaney, en New York, Productor de Charly García, Andrés Calamaro, Fito Páez, Ramones The Clash, Soul Asylum entre otros. 
Luego de más de un año de producción sale a la luz el 12 de octubre de 2015 , Contraluz, el quinto álbum de la banda, que cuenta con Álvaro Fernández, nuevamente en sus filas. Lanzan su primer sencillo promocional "Cuando cierro los ojos», para más tarde anunciar su siguiente sencillo «Cada minuto», que llama la atención por realizarse con la novedosa técnica de video 360, en el que el usuario usando una pantalla táctil  o moviendo el dispositivo (teléfono o pantalla de la computadora) puedo hacer las veces de camarógrafo, escogiendo su propio encuadre.
Durante el siguiente año, 2016, la banda continúa presentándose regularmente en Lima y buscando nuevas formas de promocionar los sencillos del nuevo álbum. Así que, unen fuerzas con el director de cine Martin Hawie, radicado en Alemania para realizar una trilogía de videoclips, los que se fueron estrenando a lo largo del año, presentado la parte final en abril del 2017. Los videos escogidos fueron, Mal, Todo me aleja de ti y Cuando cierro los ojos.
En la segunda mitad del año, la banda vuelve con las giras y es así como Realizan la Gira Contraluz 2016, tocando en las ciudades de Ica, Arequipa, Trujillo, Chiclayo, Piura.
Cerrando el año con el concierto, pagado, más grande de la banda hasta ahora. Tocando en el Sargento pimienta de Barranco completamente colmado de fanes. Este recital fue grabado y la banda anuncia para julio del 2017 el lanzamiento de su primer álbum doble en vivo. Siempre estuviste ahí. En vivo en el Sargento Pimienta. Durante el 2018, la banda mantiene una rutina de conciertos en el circuito de pubs Limeños y así como en los festivales más importantes de Rock. Durante los ensayos para un concierto acústico en la noche de barranco, campo de almas decide lanzar un primer disco grabado íntegramente es su propio estudio, “La campo cueva" el disco se llamó Ensayos acústico 7 a. m., debido a la peculiar hora en que la banda ensaya. Este álbum cuenta con la participación de Fernando Chirinos en la guitarra y Henry Ueunten en el órgano hammond, quienes eran músicos invitados para el concierto.
2019. La banda se concentra en lo que será su próximo álbum de estudio. Inicia los trabajos de preproducción en abril durante 3 semanas. la grabación del álbum se realizó en Avigionet, Cataluña y la mezcla en Madrid, España. Hasta ahora la producción más ambiciosa de la banda. «Que no te Falte ni gloria» salió al mercado ese mismo año y no llegó a ser presentado en vivo. Se estrenan 2 videoclips del nuevo álbum, «No tengas miedo» y «Tus ojos»
En 2020, CDA anuncia lo que sería el con cierto más importante de su carrera, la celebración de los 25 años de carrera en el Teatro Municipal de Lima. con 95% de entradas vendidas y tan solo a dos semanas de realizarse, se decreta cuarentena nacional en el Perú por causa la pandemia por el Covid 19. El concierto queda suspendido hasta nuevo aviso. A pesar de la pandemia, se estrenan durante este año dos videos clips, Juliana y Cine Star.
En 2021, con una nueva oficina, en villa Rubi, estudio de la banda mar de copas y antes, el estudio de Miki Gonzales, donde la banda grabó por primera vez, campo de almas se reúne para reiniciar su actividad después de año y medio de paralización total, por el covid19. Se esperan anuncios de nuevos conciertos, así como, la reprogramación del concierto en el Teatro Municipal.
La legendaria banda trujillana Campo de Almas ha marcado dos hitos recientes en su trayectoria, consolidando su lugar como uno de los pilares del rock alternativo peruano. En 2022, tras superar las restricciones impuestas por la pandemia de COVID-19, la banda celebró sus 25 años de carrera con dos emotivos conciertos en el prestigioso Teatro Municipal de Lima los días 01, 2 de abril de 2022. Un año después, en 2023, regresaron al mismo escenario el 28 de junio de 2023 para conmemorar los 20 años de su icónico segundo álbum, “Tarde, Frías de Verano” (2003), un disco que definió una generación.
2022: 25 años de Campo de Almas
En abril de 2022, Campo de Almas logró llenar de seguidores en el Teatro Municipal de Lima, en un evento que marcó su retorno a los escenarios tras los desafíos de la pandemia. Las dos fechas, 01,02 de abril, fueron un viaje nostálgico y vibrante por su discografía, con un repertorio que incluyó clásicos como “Adicción”, “Ansiedad”, “Solo” y “Paseo maldito”, junto a temas más recientes que reflejan su evolución. El concierto, cargado de energía y emoción, fue un testimonio de la conexión inquebrantable entre la banda y su fiel comunidad, conocida como “La lista de Almas”.
“Celebrar 25 años en un lugar tan emblemático como el Teatro Municipal fue un sueño cumplido. A pesar de los retos del COVID, sentimos el cariño del público en cada acorde”, declararon los hermanos Esteban y Benjamín Gayoso, Gabriel Sotillo y Álvaro Fernández, integrantes de la banda.
2023: 20 años de “Tarde, Frías de Verano”
El 28 de junio de 2023, Campo de Almas volvió al Teatro Municipal de Lima para rendir homenaje a los 20 años de “Tarde, Frías de Verano”, su segundo álbum, que en 2003 conquistó a la audiencia con su mezcla de rock alternativo, letras introspectivas y melodías memorables. El concierto fue una celebración íntima y poderosa, donde la banda interpretó el álbum en su totalidad, incluyendo canciones como “Gris”, “Las piedras y El mar” y “Bolero”, complementadas con otros favoritos de su repertorio. La noche estuvo llena de momentos emotivos, con visuales que evocaban la estética de los 2000 y un público que coreó cada tema con entusiasmo.
“‘Tarde, Frías de Verano’ fue un disco que nos abrió puertas y nos permitió conectar con miles de almas. Volver a tocarlo completo después de 20 años fue como revivir una parte esencial de nuestra historia”, expresó la banda.
2024
CDA, edita Viaje en Espiral el séptimo álbum de estudio de la banda, grabado en los estudios de APDAYC y Dragón Verde de Lima. Producido por Manuel Garrido Lecca y con la grabación técnica de Óscar Santisteban, el disco marca un retorno a las raíces alternativas de la banda, recuperando el sonido psicodélico y crudo que caracterizó sus inicios, tras exploraciones más comerciales en trabajos anteriores. Lanzado el 15 de marzo de 2025, Viaje en Espiral celebra los 30 años de trayectoria de la banda.

## Discografía
De estudio
- Campo de Almas (2000)
- Tardes frías de verano (2002)
- De ángeles y demás demonios (2004)
- El Olvido (2009)
- Contraluz (2015)
- Que no te falte ni gloria (2019)

En Vivo
- Siempre estuviste ahí (2017)
- 7 a. m. Ensayo Acústico (2018)

Recopilaciones
- Antología (2007)
- Adicción (2013)

## Videoclips
| Año  | Videoclip                             |
| ---- | ------------------------------------- |
| 1995 | Adicción.                             |
| 1999 | Cuando pienso y estoy solo.           |
| 2000 | Arial.                                |
| 2001 | Miedo a volar.                        |
| 2001 | Tus alas caerán.                      |
| 2002 | Cuando pienso y estoy solo.           |
| 2002 | Gris.                                 |
| 2003 | El silencio.                          |
| 2003 | Las piedras y el mar.                 |
| 2003 | Juro que no morí.                     |
| 2005 | Ya no es igual.                       |
| 2005 | Oscura niña.                          |
| 2005 | El secreto.                           |
| 2005 | Incomprensión.                        |
| 2011 | Cuando pienso y estoy solo (en vivo). |
| 2013 | Cósmica.                              |
| 2014 | Otra tarde.                           |
| 2016 | Cada Minuto.                          |
| 2016 | Mal.                                  |
| 2016 | Todo me aleja de ti.                  |
| 2017 | Cuando cierro los ojos.               |
| 2018 | Revolución.                           |
| 2019 | Stonepatty.                           |
| 2019 | Despertar.                            |
| 2019 | No tengas miedo.                      |
| 2019 | Tus Ojos.                             |
| 2020 | Juliana.                              |
| 2020 | Cine Star.                            |
| 2020 | Solo hoy día                          |
| 2022 | Solo ( En vivo, Teatro Municipal)     |
| 2024 | Solo (Lyric)                          |
| 2025 | Delirios Místicos (Lyric)             |

## Miembros
- Gabriel Sotillo (Voz)
- Esteban Gayoso (Guitarra, Coros)
- Luis Benjamín Gayoso (Bajo, coros )
- Álvaro Fernández (Batería, coros )

## Miembros anteriores
Renato Verau 1994 - 1996 (batería )
Guillermo Schmiel 1994- 1996 (voz)
Jaime Oliver 1997 - 1998(voz)
Raúl Diez Canseco 1996-1999(teclados)
Patricia Alonso 1997- 2003 / 2011 - 2019 (voz,coros) )